# 徐宪平
徐宪平（1954年10月—），湖南隆回人，中华人民共和国政治人物。在职研究生学历，管理学博士。

## 生平
1973年12月加入中国共产党。历任共青团湖南省岳阳市委书记；岳阳市人事局局长；共青团湖南省委副书记；中共长沙市委常委、副书记；长沙市副市长、常务副市长；湖南省计委主任；中共湖南省委常委（2006年11月-2009年5月）、省人民政府副省长等职。2009年5月至2015年2月，任国家发展和改革委员会副主任。
2016年8月，任国务院参事。
2013年2月，当选第十二届全国政协委员（经济界），2016年6月24日请辞。
2025年3月27日，涉嫌严重违纪违法，接受中央纪委国家监委纪律审查和监察调查。而就在不久前的3月22日，他还在以“国家发展和改革委员会原副主任”的身份出席公开活动。